# Mandlstraße
Die Mandlstraße ist eine Straße im Münchner Stadtteil Schwabing. Sie verläuft westlich des Englischen Gartens von der Ecke Maria-Josepha-Straße / Königinstraße bis zur Ecke Gunezrainerstraße / Biedersteiner Straße und bildet den östlichen Rand des geschützten Bauensembles Alt-Schwabing. Namensgeber der Straße ist Johann Freiherr von Mandl-Deutenhofer (* 1588; † 12. August 1666), Kanzler und Hofkammerpräsident im Dienst des bayerischen Kurfürsten Ferdinand Maria.

## Beschreibung
In der Mandlstraße 26 befindet sich der Prestel Verlag. In der Mandlstraße 14 das Trauzimmer des Standesamts München. In der Mandlstraße 23 ist die Katholische Akademie in Bayern. Weiter befindet sich in der Straße ein im März 2013 fertiggestelltes Bürogebäude der Münchener Rück, dessen Erbauung sehr umstritten war. Vor dem Gebäude steht seit 2011 eine baumartige Skulptur (Discrepancy) aus Edelstahl des amerikanischen Künstlers Roxy Paine.
In der Mandlstraße 5 lebte Lujo Brentano. Im Haus Mandlstraße 8 lebten Albert Langen und Josephine Rensch sowie von April 1905 an Olaf Gulbransson, Zeichner der Satirezeitschrift Simplicissimus. 1902 erwarb der Maler Max Nonnenbruch das Haus in der Mandlstraße 10. In der heutigen Mandlstraße 26 lebte von 1904 bis 1906 der Grafiker Alfred Kubin, in der Hausnummer 24 lebte Alexander Eliasberg. Ebenfalls zu den Anwohnern der Mandlstraße zählten von Ende Mai bis Ende November 1942 Sophie Scholl sowie auch Willi Graf und seine Schwester Anneliese. Auch der österreichische Dirigent Felix Weingartner lebte in der Mandlstraße.
Insgesamt befinden sich an der nur 350 m langen Straße fünfzehn denkmalgeschützte Objekte, zudem zählt die Straße zum Ensembleschutz Altschwabing (E-1-62-000-4).

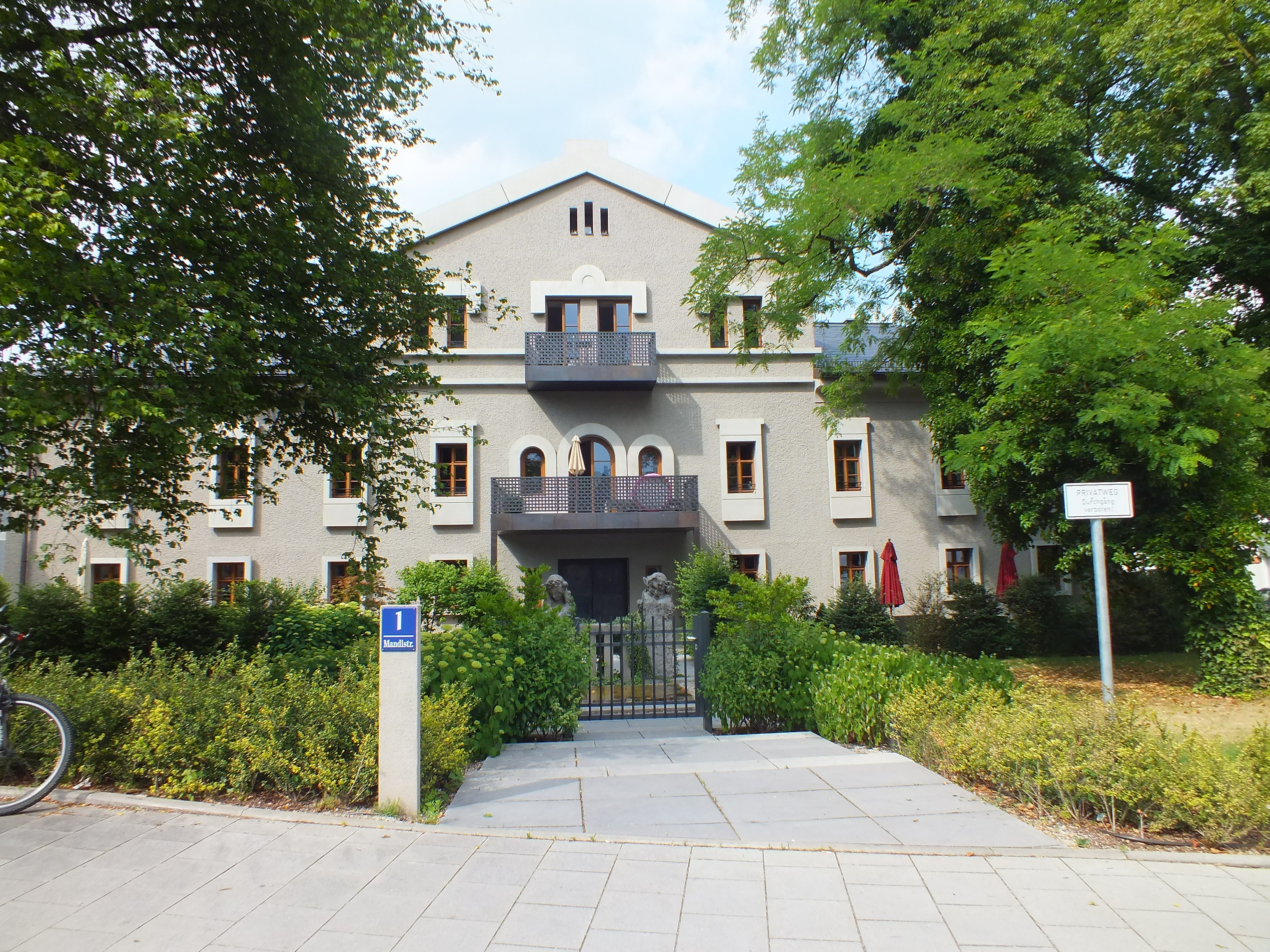
1906/07 durch Friedrich von Thiersch erbaute Walmdachvilla in Jugendstilformen in der Mandlstraße 1, davor befindet sich ein 1907 von Mathias Gasteiger gestalteter Brunnen mit zwei Jugendstil-Hermen
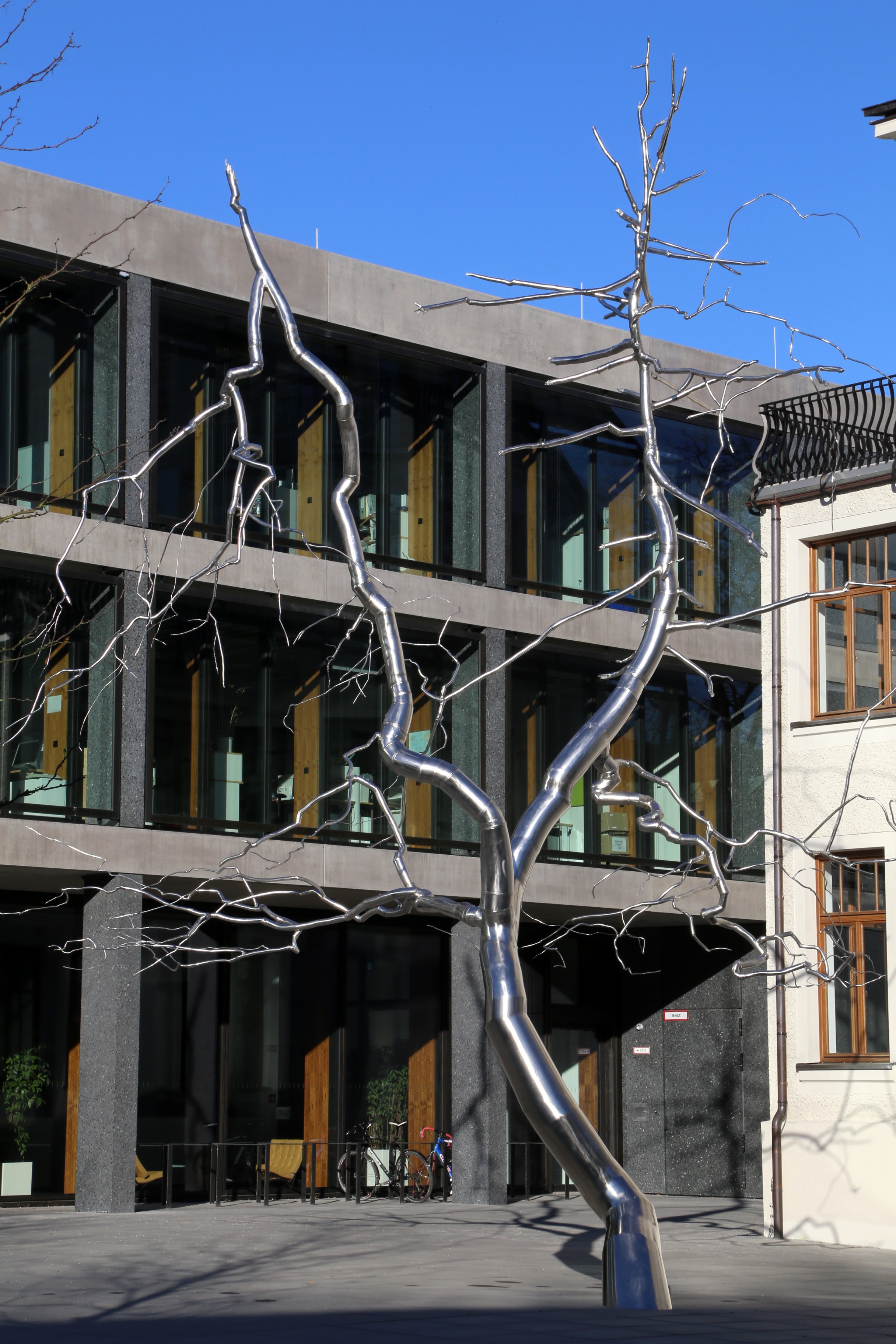
2011 von Roxy Paine gestaltete Edelstahlskulptur „Discrepancy“ vor der Mandlstraße 3 (Münchener Rück)
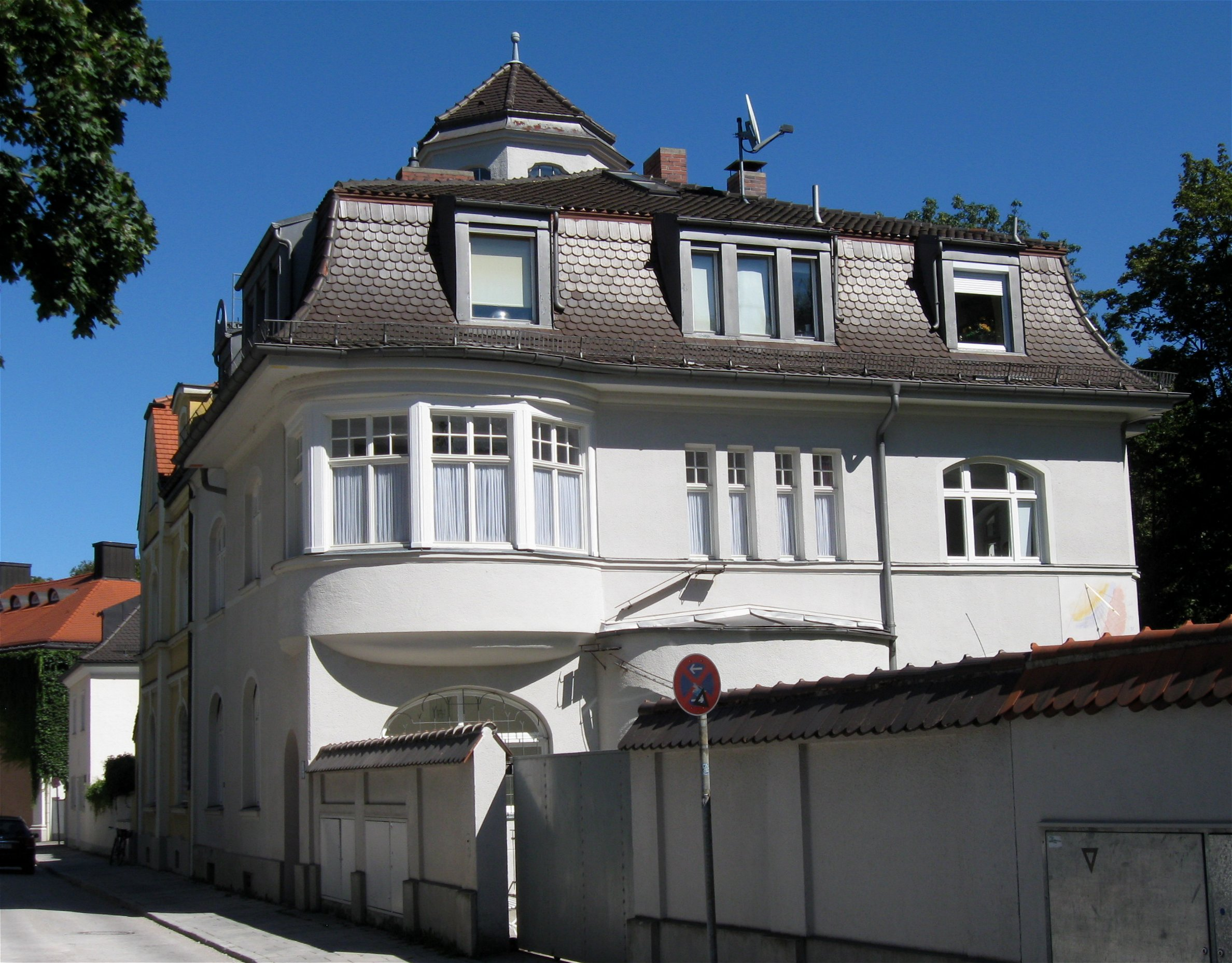
Block von zwei Villen in der Mandlstraße 8/10, wo von 1905 an Olaf Gulbransson lebte
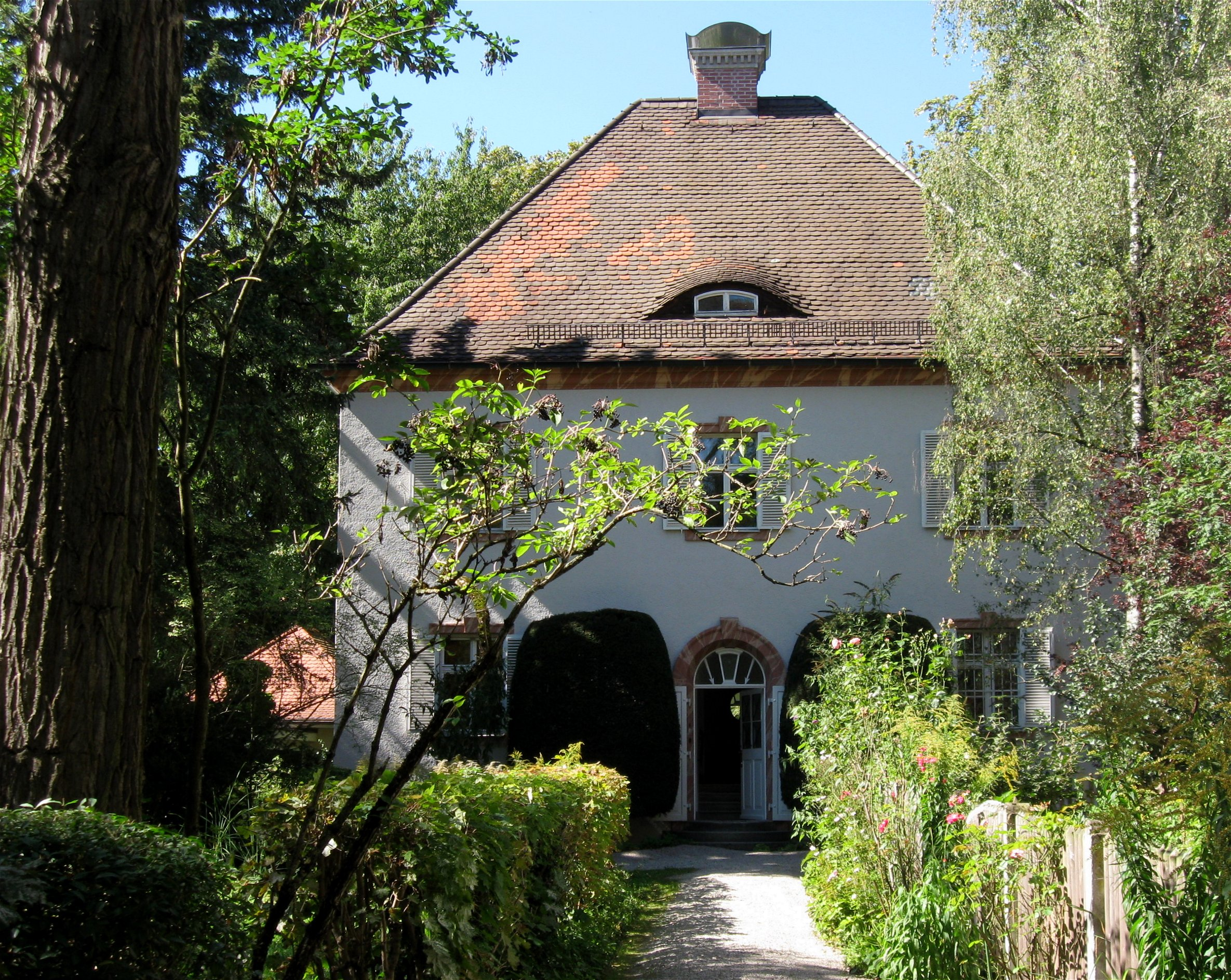
1925 von Theo Lechner und Fritz Norkauer erbaute zweigeschossige Walmdachvilla
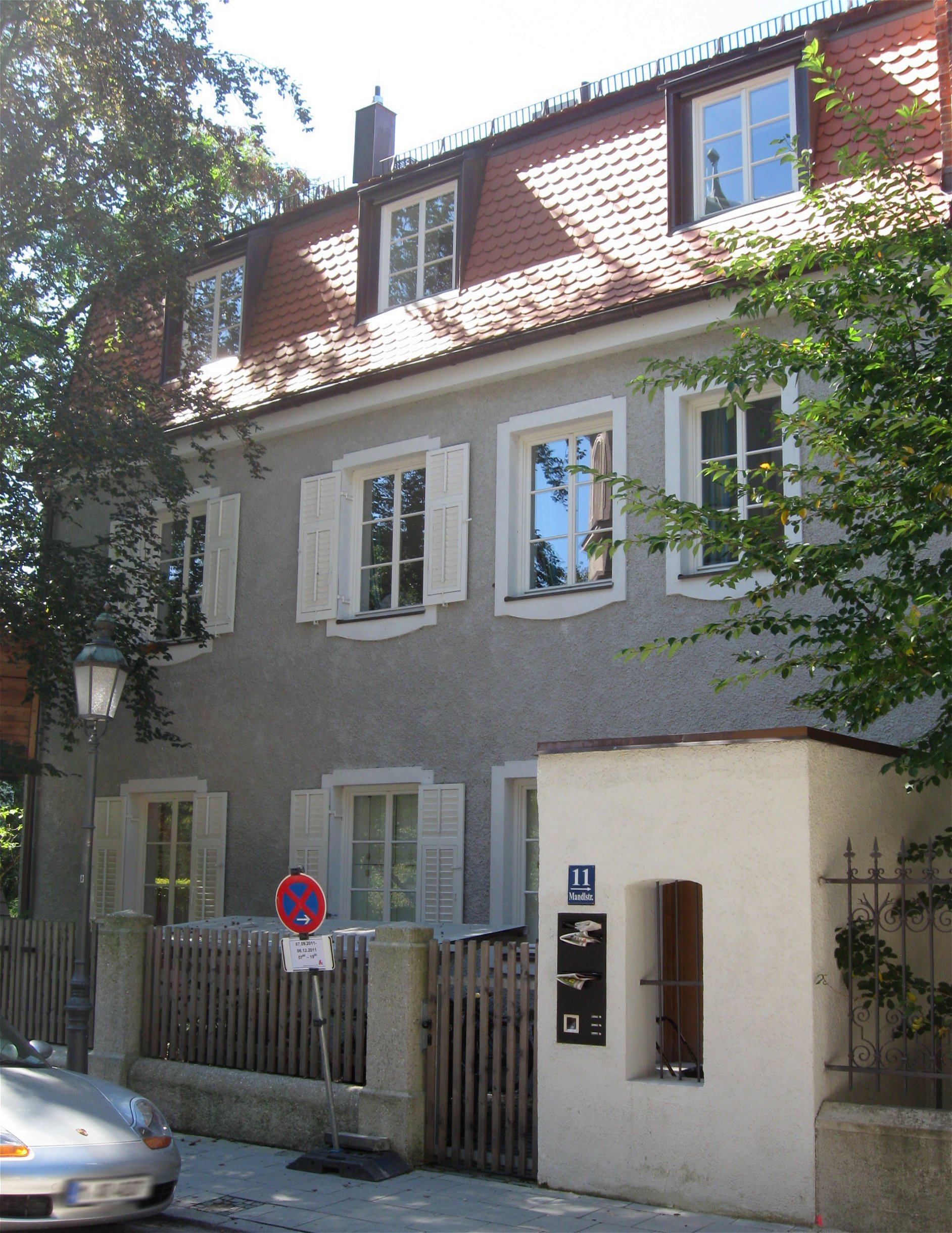
Neuklassizistisches Haus aus der 2. Hälfte des 19. Jahrhunderts in der Mandlstraße 11
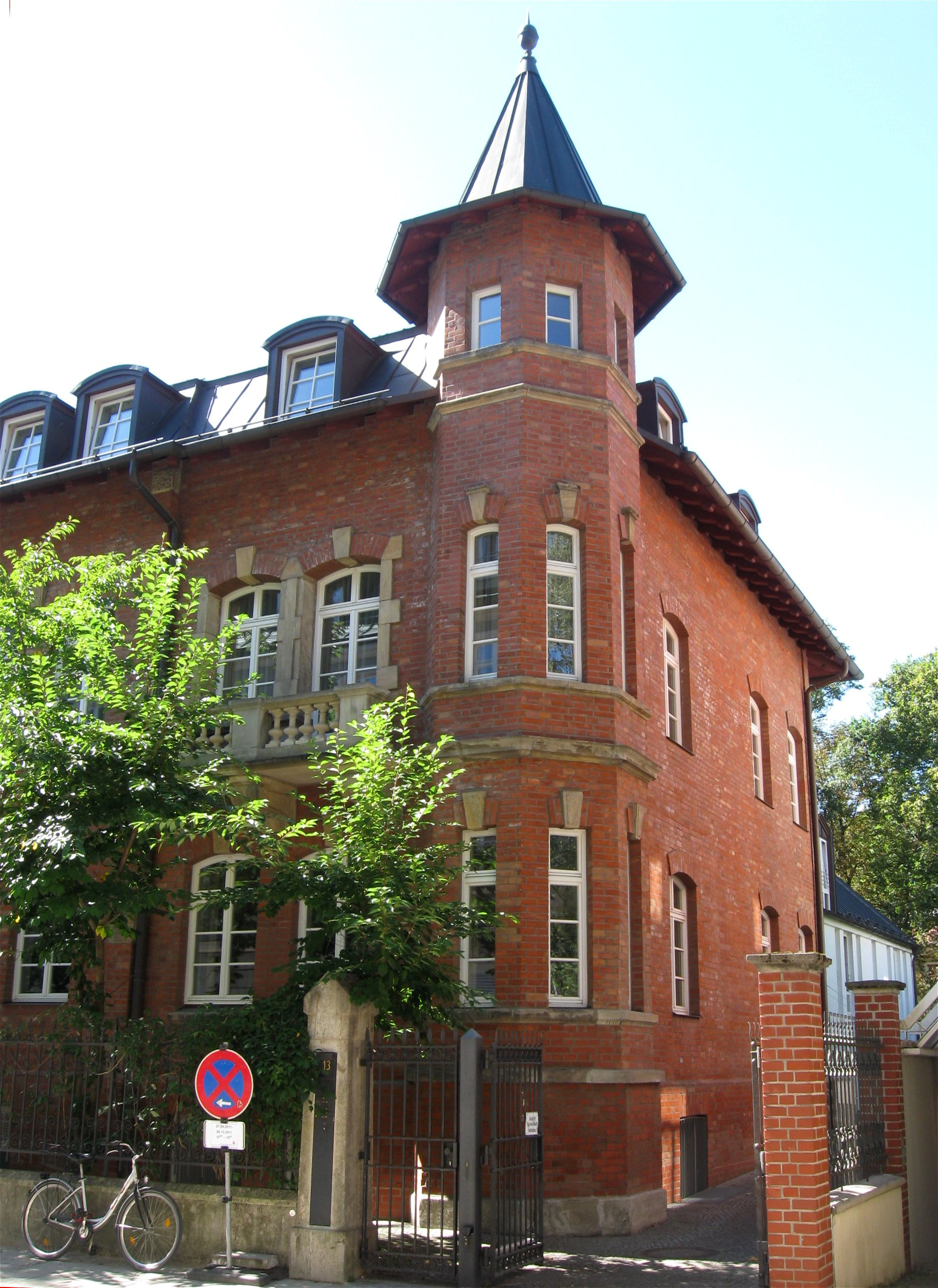
Ende des 19. Jahrhunderts erbaute Rohbackstein-Neurenaissance-Villa in der Mandlstraße 13
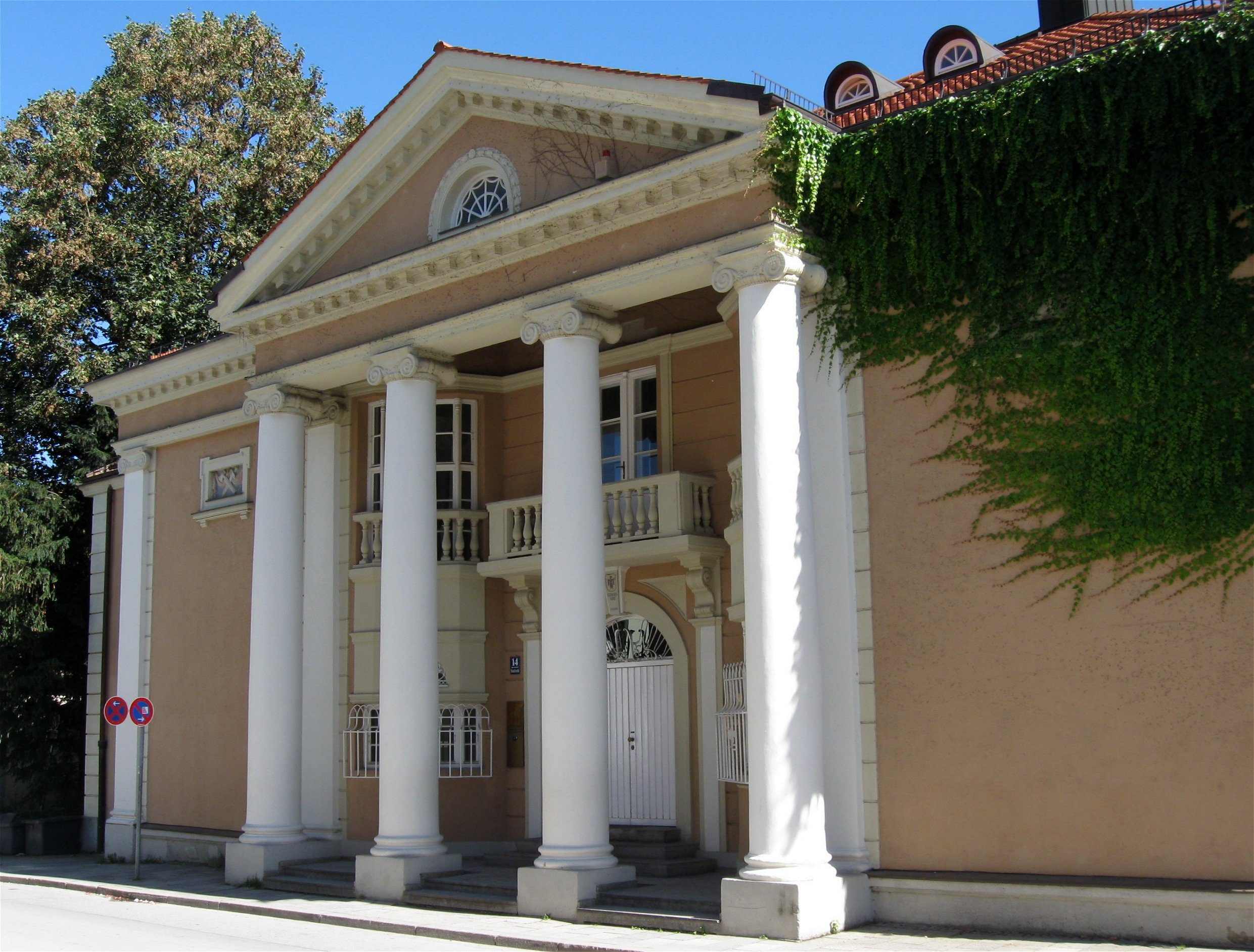
1922–23 von Ed. Hoffmann erbaute neuklassizistische Portikusvilla in der Mandlstraße 14, Trauzimmer des Standesamts München
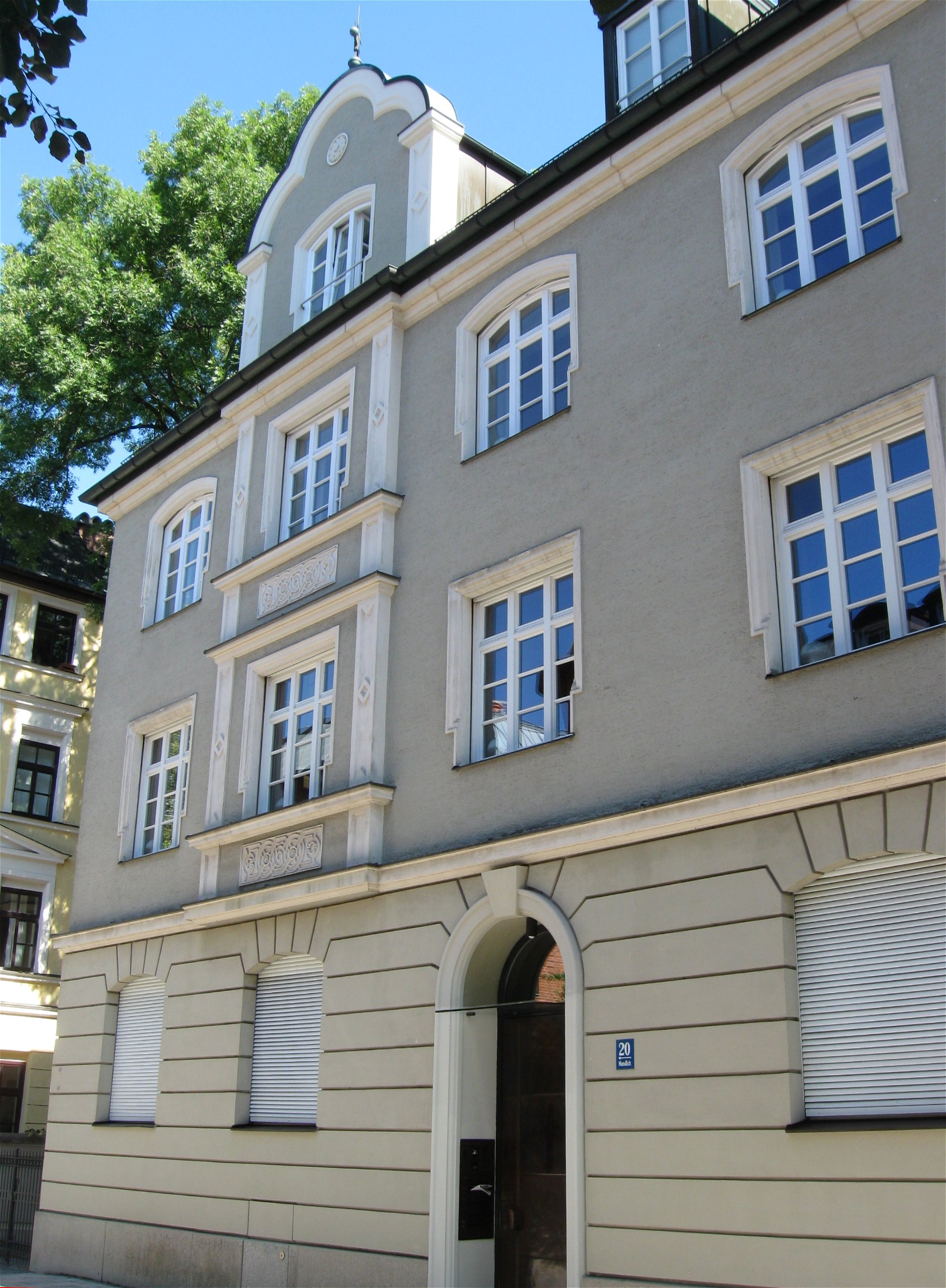
Privat-Klinikum Carolinum in der Mandlstraße 20
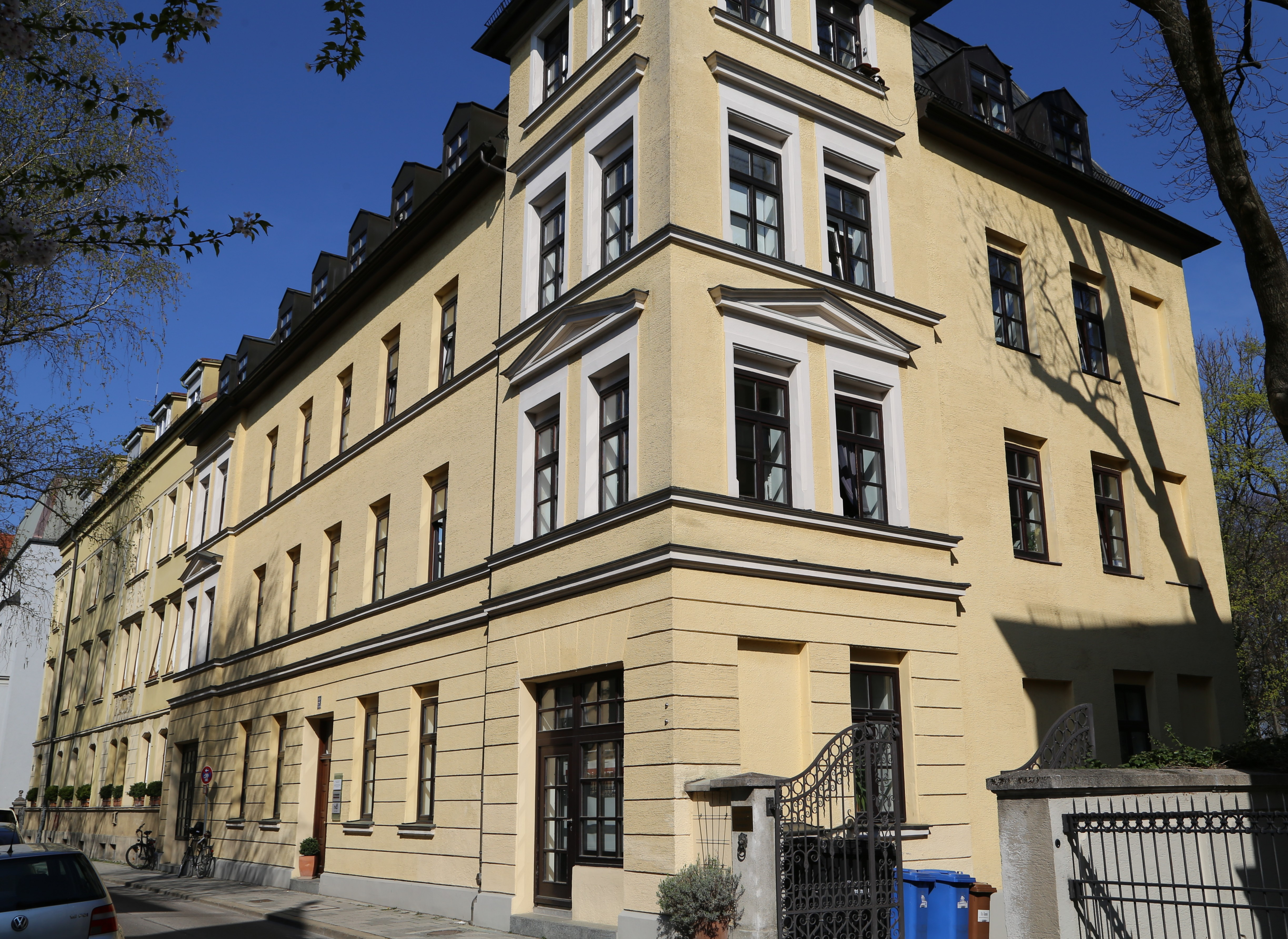
Ende des 19. Jahrhunderts erbauter Neurenaissancebau in der Mandlstraße 22
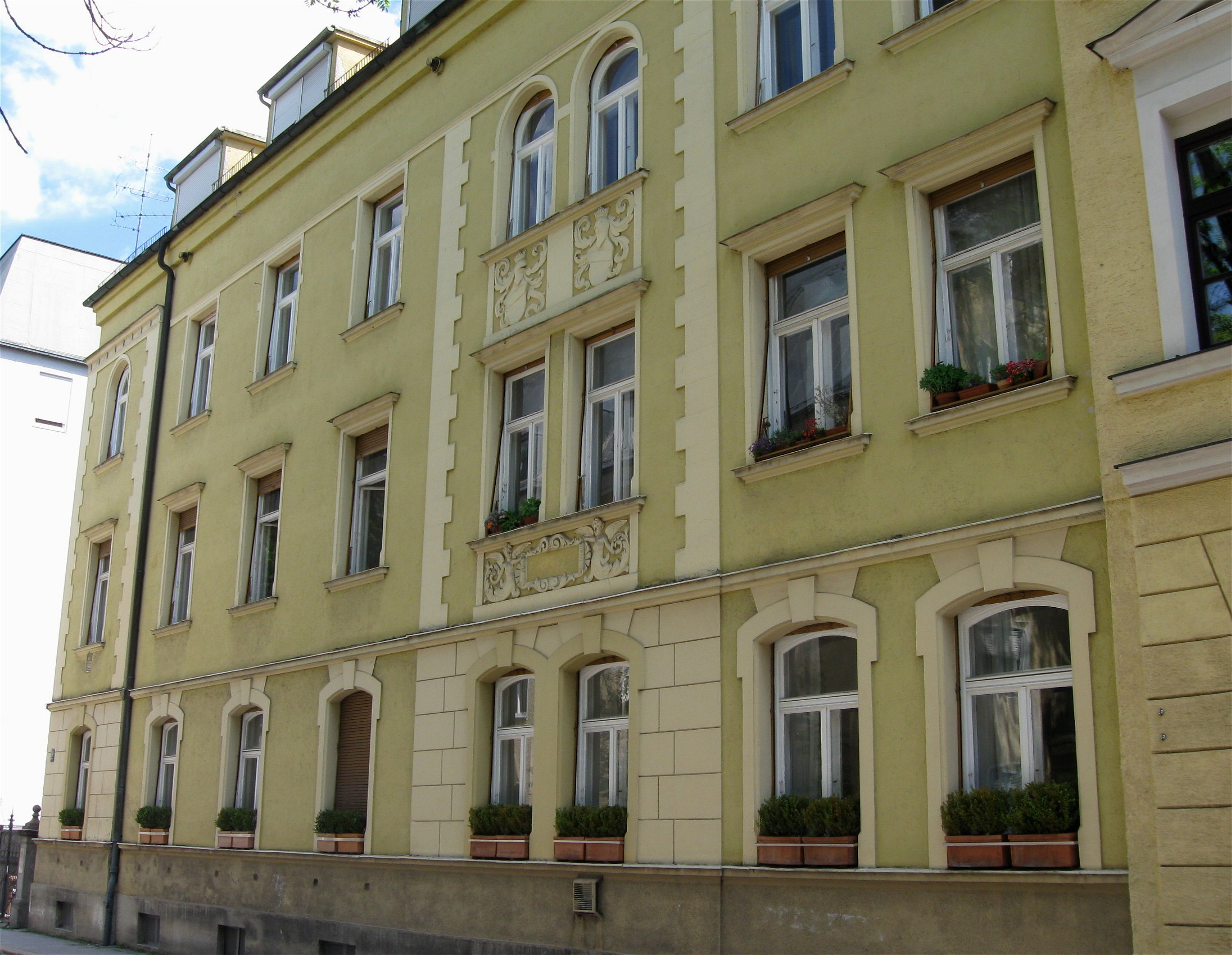
1901 bezogener Bau im Stil der deutschen Renaissance in der Mandlstraße 24, zeitweise Wohnung von Alexander Eliasberg
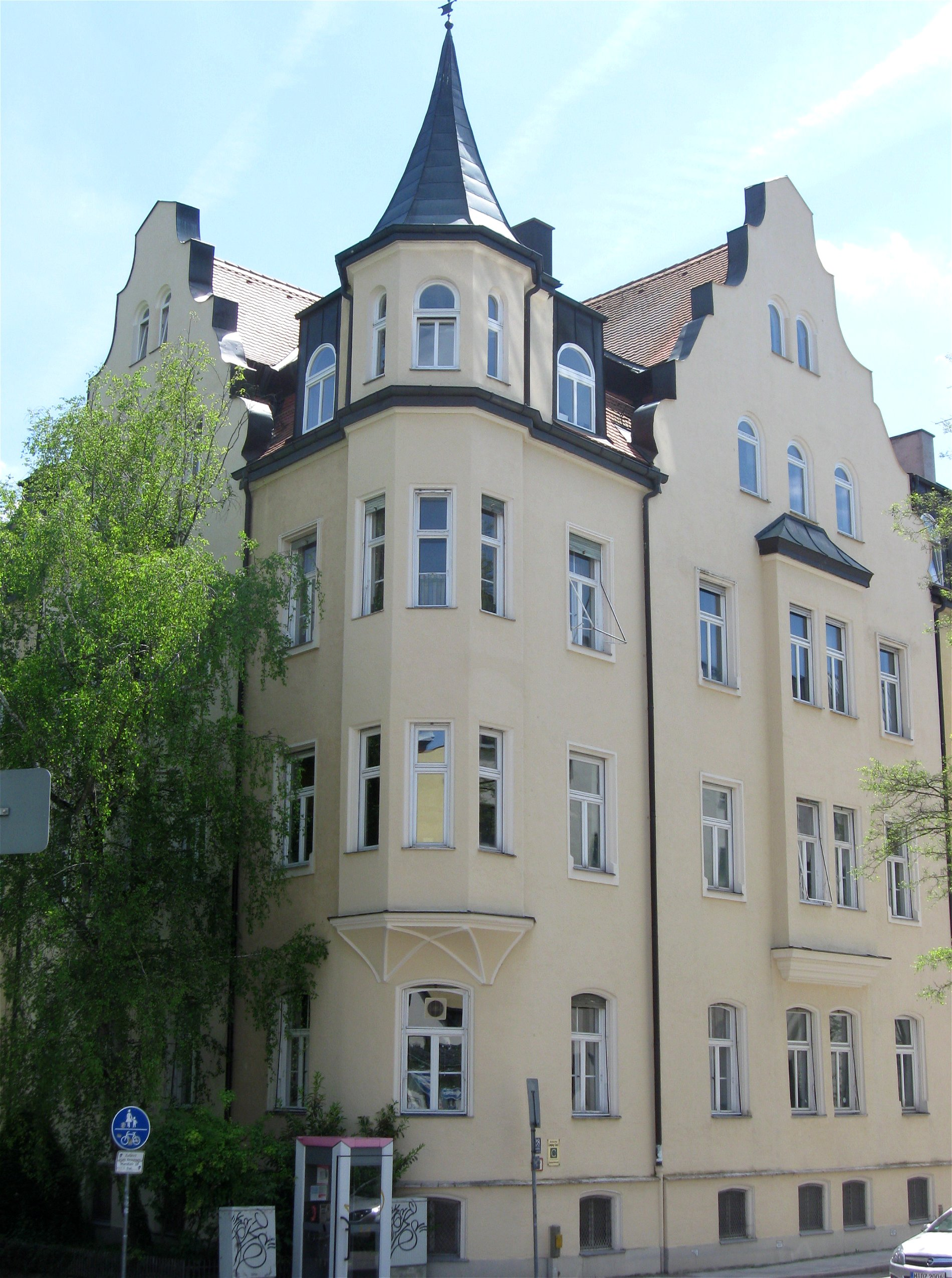
Um 1900 erbauter gotisierender Eckbau in der Mandlstraße 28, Sitz des Deutschen Camping-Clubs
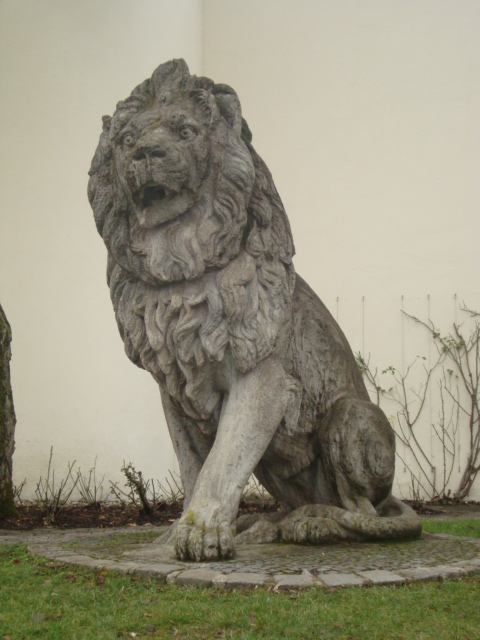
Löwe vor der Katholischen Akademie in der Mandlstraße 23
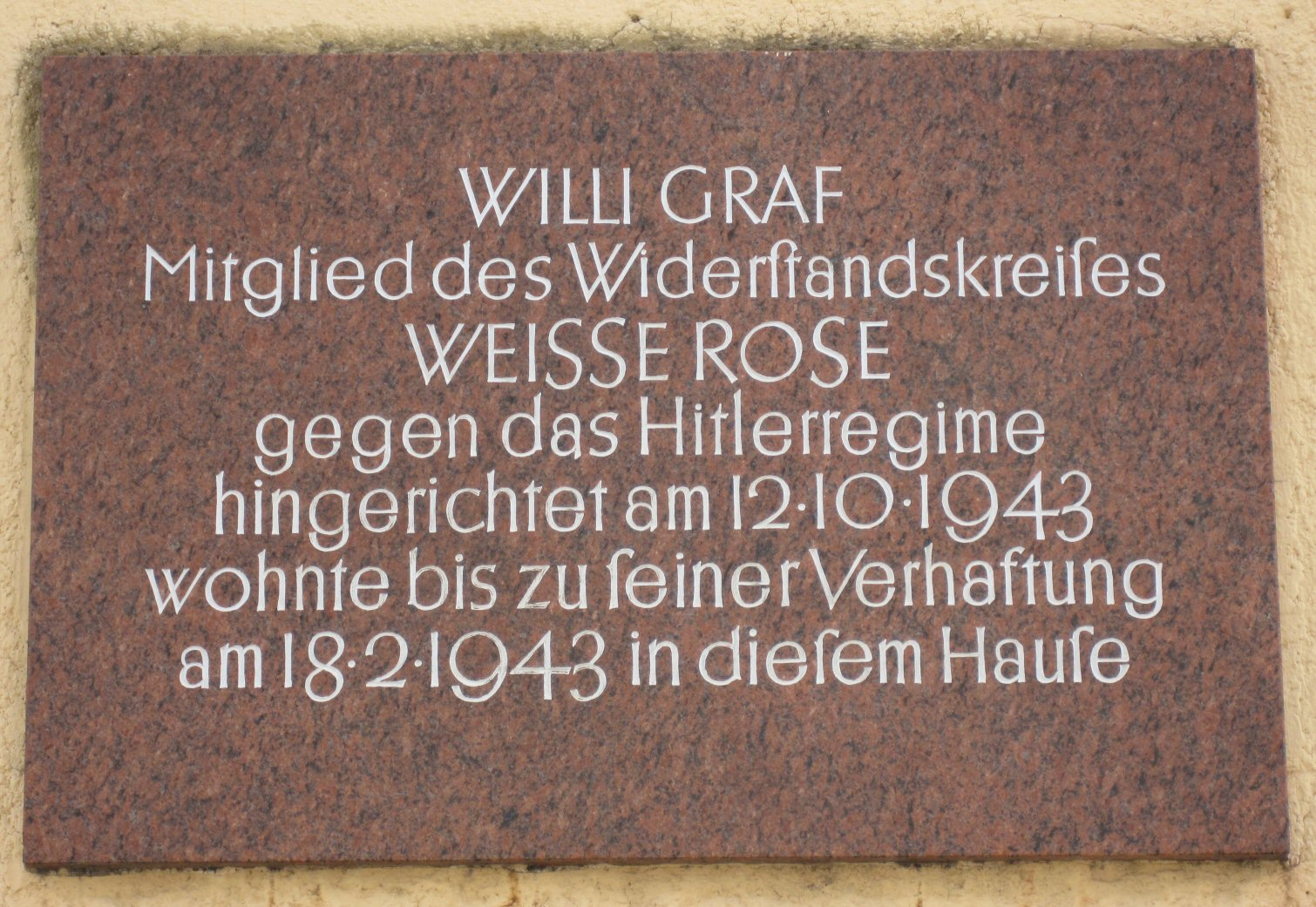
Mandlstraße 28: Gedenktafel für Willi Graf